# Ngô Đức Mạnh
Ngô Đức Mạnh (sinh ngày 1 tháng 10 năm 1960) là một nhà ngoại giao chuyên nghiệp của Việt Nam, là Đại sứ đặc mệnh toàn quyền Nước Cộng hòa Xã hội Chủ nghĩa Việt Nam tại Liên bang Nga đã về hưu năm 2021. Ông nguyên là đại biểu Quốc hội Việt Nam khóa XIV thuộc đoàn đại biểu Bình Thuận., Phó Chủ nhiệm Ủy ban Đối ngoại của Quốc hội.

## Xuất thân và giáo dục
Ngô Đức Mạnh sinh ngày 1 tháng 10 năm 1960, người dân tộc Kinh, không theo tôn giáo nào. Ông có quê quán ở xã Hương Thủy, huyện Hương Khê, tỉnh Hà Tĩnh.
Năm 1989, ông bảo vệ luận án phó tiến sĩ luật học tại trường Đại học Tổng hợp Quốc gia Moskva MGU, Liên Xô với đề tài "Национальное Собрание СРВ - высший представительный орган народного представительства" ("Quốc hội nước Cộng hòa xã hội chủ nghĩa Việt Nam - cơ quan đại diện tối cao của đại diện nhân dân")

## Sự nghiệp
Ngày 16 tháng 4 năm 1994, ông gia nhập Đảng Cộng sản Việt Nam.
Ông có bằng Cao cấp lý luận chính trị.
Ông từng là Đại biểu Quốc hội Việt Nam khóa 12, khóa 13 tỉnh Bình Thuận.
Ngày 22 tháng 5 năm 2014, ông trúng cử Đại biểu Quốc hội Việt Nam khóa 14 tại tỉnh Bình Thuận.
Sau đó, ông là Đại biểu Quốc hội chuyên trách trung ương, là Phó Chủ nhiệm Ủy ban Đối ngoại của Quốc hội khóa 14, Chủ tịch Nhóm nghị sĩ hữu nghị Việt Nam-EP, Thành viên Ban chỉ đạo nhà nước về thông tin đối ngoại, ủy viên Ban thường vụ - Ủy ban Hòa Bình Việt Nam.
Năm 2017, ông được Ủy ban Thường vụ Quốc hội phê chuẩn, Chủ tịch Nước bổ nhiệm làm Đại sứ đặc mệnh toàn quyền Việt Nam tại Liên bang Nga. Ngày 10 tháng 4 năm 2018, ông trình Quốc thư lên Tổng thống Vladimir Putin, chính thức bắt đầu nhiệm kì công tác tại Nga.
Ngày 13 tháng 3 năm 2018, Ủy ban thường vụ Quốc hội Việt Nam khóa 14 đã biểu quyết thông qua Nghị quyết cho Ngô Đức Mạnh thôi làm đại biểu Quốc hội Việt Nam khóa 14 tỉnh Bình Thuận vì ông sẽ nhận nhiệm vụ Đại sứ tại Liên bang Nga.